# Північний Сіккім
Північний Сіккім (англ. North Sikkim) — округ індійського штату Сіккім, найбільший за площею округ штату, але найменший за населенням. Його адміністративним центром є Манґан. Округ відомий як світовий центр вирощування кардамону, клімат округу найсприятливіший для культивування цієї рослини. Населення округу переважно непальського походження і розмовляє непальською мовою. Інші етнічні групи включають лепча і бхутія.
В регіоні знаходяться кілька електростанцій, що забезпечують безперервну подачу електроенергії, перш за все завдяки наявності гідроенергетичних ресурсів. В окрузі багато крутих схилів, що викликає часті зсуви, перш за все через танення снігів або ерозовної дії дощів. Через це дорожня мережа нерозвинена та знаходиться у поганому стані.
Ландшафт округу гірський, із щільною рослинністю на всіх висотах до альпійської тундри, зі схилів спадають численні водоспади. Тут мешкає гімалайська мала панда (Ailurus Fulgens), що є національним символом Сіккіму.
Більша частина території округу закрита для відвідування та вимагає отримання дозволу, перш за все це стосується районів біля кордону з КНР, що контролюються збройними силами Індії.
Більша частина населення мешкає біля Манґану, адміністративного центру округу, на висотах близько 2000 м над рівнем моря. На північ висоти збільшуються, а рослинність стає альпійською. Температури коливаються між +25° до -40 °C на найбільших висотах, що досягають понад 6 000 м. Найвищою вершиною є Канченджанґа, третя за висотою вершина світу, що знаходиться на кордоні з Непалом.